# Contea di Marion (Kansas)
La contea di Marion in inglese Marion County è una contea dello Stato del Kansas, negli Stati Uniti. La popolazione al censimento del 2016 era di 12 112 abitanti. Il capoluogo di contea è Marion

## Geografia fisica
Secondo lo United States Census Bureau, la contea ha una superficie di 2471 km² di cui 2445 km² è terra (98,95%) e 24 km² (1,05%) acque interne.

### Contee confinanti
- Dickinson County (north)
- Morris County (northeast)
- Chase County (east)
- Butler County (southeast)
- Harvey County (southwest)
- McPherson County (west)
- Saline County (northwest)

## Geografia antropica

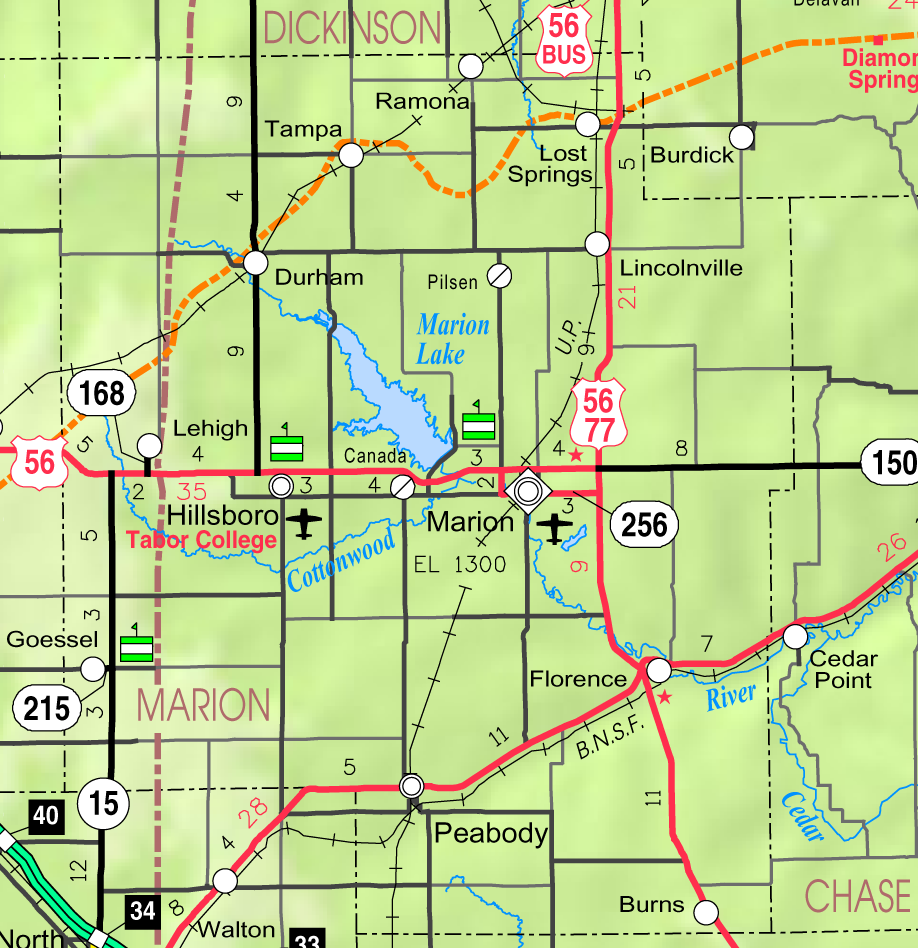
2005 KDOT Map of Marion County (map legend)

### Città
- Burns (precedentemente noto come St. Francis)
- Durham (precedentemente noto come Durham Park)
- Florence
- Goessel (precedentemente noto come Gnadenfeld)
- Hillsboro precedentemente noto come Hill City)
- Lehigh
- Lincolnville
- Lost Springs
- Marion (precedentemente noto come Marion Centre)
- Peabody (precedentemente noto come Coneburg)
- Ramona
- Tampa

### Area non incorporata
- Antelope
- Aulne
- Canada
- Eastshore
- Marion County Lake
- Pilsen

### Ghost towns
La contea di Marion conteneva comunità antiche che sono state abbandonate da tempo.
Stazioni ferroviarie / Stazioni / Cattle Pens
- Hampson, station, approximately 5 miles south of Florence.[1]
- Horners (Honner), station and cattle pens, approximately 3 miles northeast of Peabody.[2]
- Jacobs, TBD, northwest of Lost Springs.
- Oursler, station and tiny community.
- Quarry, station and limestone rock quarry, approximately 5.5 miles north of Marion.
- Wagner, TBD, southwest of Florence.
- Waldeck, station, cattle pens, and tiny community.

- Morning Star
- Strassburg
- Youngtown, northeast of Marion

Villaggi mennoniti
- Alexanderfeld
- Ebenfeld
- Friedenstal (Alvin)
- Gnadenau (Grace Meadow)
- Hoffnungsthal (Hope Valley)
- Schoenthal (Fair Valley)
- Steinbach

Alexanderwohl Villaggi mennoniti

- Blumenfeld (sul confine della contea di McPherson)
- Blumenort (sul confine della contea di McPherson)
- Emmathal
- Gnadenfeld
- Gnadenthal
- Gruenfeld (Green Field) (abbandonato poi più tardi divenne Goessel)
- Hochfeld
- Springfield